# Scoparia anisophragma
Scoparia anisophragma là một loài bướm đêm trong họ Crambidae.